# Sundsvall Open Trot
Groupe I
Le Sundsvall Open Trot est une course hippique de trot attelé se déroulant au mois d'août sur l'hippodrome de Bergsåker, à Sundsvall, en Suède.
Créée en 1996, c'est une course internationale de Groupe I réservée aux chevaux de 3 ans et plus, ayant gagné au moins 900 001 SEK.
Elle se court sur la distance de 2 140 mètres, départ à l'autostart. L'allocation s'élève à 2 060 000 SEK (environ 180 140 €), dont 1 000 000 SEK pour le vainqueur.

## Palmarès
| Année | Vainqueur         | Pays       | Père            | Driver            | Réd.km |
| ----- | ----------------- | ---------- | --------------- | ----------------- | ------ |
| 2024  | Francesco Zet     | Suède      | Father Patrick  | Örjan Kihlström   | 1'9"4  |
| 2023  | Hail Mary         | Suède      | Googoo Gaagaa   | Örjan Kihlström   | 1'11"3 |
| 2022  | Moni Viking       | Norvège    | Maharajah       | Björn Goop        | 1'11"3 |
| 2021  | Very Kronos       | Suède      | Ready Cash      | Erik Adielsson    | 1'11"3 |
| 2020  | Milligan's School | États-Unis | Yankee Glide    | Ulf Eriksson      | 1'10"6 |
| 2019  | Ringostarr Treb   | Italie     | Classic Photo   | Wilhelm Paal      | 1'11"2 |
| 2018  | Milligan's School | États-Unis | Yankee Glide    | Ulf Eriksson      | 1'10"1 |
| 2017  | Ringostarr Treb   | Italie     | Classic Photo   | Wilhelm Paal      | 1'11"1 |
| 2016  | Nuncio            | États-Unis | Andover Hall    | Örjan Kihlström   | 1'11"7 |
| 2015  | Delicious         | États-Unis | Cantab Hall     | Örjan Kihlström   | 1'10"  |
| 2014  | Quid Pro Quo      | Suède      | Yankee Glide    | Erik Adielsson    | 1'11"2 |
| 2013  | Panne de Moteur   | Suède      | Credit Winner   | Örjan Kihlström   | 1'10"9 |
| 2012  | Sebastian K.      | Suède      | Korean          | Åke Svanstedt     | 1'11"6 |
| 2011  | Joke Face         | Suède      | Viking Kronos   | Erik Adielsson    | 1'11"7 |
| 2010  | Lisa America      | Italie     | Varenne         | Torbjörn Jansson  | 1'12"2 |
| 2009  | Commander Crowe   | Suède      | Juliano Star    | Peter Ingves      | 1'12"1 |
| 2008  | Triton Sund       | Suède      | Viking Kronos   | Jörgen Sjunnesson | 1'11"6 |
| 2007  | Giant Superman    | Suède      | Giant Force     | Fredrik B Larsson | 1'12"7 |
| 2006  | Giant Diablo      | Suède      | Supergill       | Örjan Kihlström   | 1'12"5 |
| 2005  | Spring Ray        | Suède      | Gentle Star     | Björn Goop        | 1'12"7 |
| 2004  | Infant du Bossis  | France     | And Arifant     | Örjan Kihlström   | 1'12"  |
| 2003  | Gidde Palema      | Suède      | Alf Palema      | Åke Svanstedt     | 1'13"5 |
| 2002  | Victory Tilly     | Suède      | Quick Pay       | Stig H. Johansson | 1'12"1 |
| 2001  | Victory Tilly     | Suède      | Quick Pay       | Stig H. Johansson | 1'12"2 |
| 2000  | Victory Tilly     | Suède      | Quick Pay       | Stig H. Johansson | 1'12"7 |
| 1999  | Remington Crown   | Suède      | Lord of All     | Jos Verbeeck      | 1'13"  |
| 1998  | Zoogin            | Suède      | Zoot Suit       | Åke Svanstedt     | 1'14"6 |
| 1997  | Scandal Play      | Suède      | Super Play      | Bo Eköf           | 1'13"5 |
| 1996  | His Majesty       | Suède      | Idéal du Gazeau | Torbjörn Jansson  | 1'13"6 |